# Biskupi São Salvador da Bahia
Biskupi i arcybiskupi São Salvador da Bahia, prymasi Brazylii – rzymskokatoliccy biskupi mający swoją stolicę biskupią w Salvador da Bahia w Brazylii. W Salvador da Bahia mieściła się stolica diecezji (1551 - 1676) i archidiecezji (1676 - nadal). Od 1676 arcybiskupi São Salvador da Bahia noszą tytuł prymasów Brazylii.

## Biskupi
- Pero Fernandes Sardinha (1551 - 1556)
- Pedro Leitão (1558 - 1573)
- Antônio Barreiros OCist (1575 - 1600)
- Constantino Barradas (1602 - 1618)
- Marcos Teixeira de Mendonça (1621 - 1624)
- Miguel Pereira (1627 - 1630)
- Pedro da Silva Sampaio (1632 - 1649)
- Estevão dos Santos CSJ (1670 - 1672)
- Constantino Sampaio (1672) elekt, zmarł krótko po nominacji, nie przyjął sakry biskupiej

## Arcybiskupi, prymasi Brazylii
- Gaspar Barata de Mendonça (1676 - 1681)
- João da Madre de Deus Araújo OFM (1682-1686)
- Manoel da Ressurreição OFM (1687 - 1691)
- João Franco de Oliveira (1692 - 1701) następnie mianowany biskupem Mirandy w Portugalii
- Sebastião Monteiro da Vide SI (1701 - 1722)
- Luis Álvares de Figueiredo (1724 - 1735)
- José Fialho OCist (1738 - 1739) następnie mianowany biskupem Guardy w Portugalii
- José Botelho de Matos (1741 - 1767)
- Manoel de Santa Inês OCD (1770 - 1771)
- Joaquim Borges de Figueiroa (1773-1778)
- Antônio de São José OSA (1778) zmarł przed inauguracją
- Antônio Corrêa OSA (1779 - 1802)
- José de Santa Escolástica Álvares Pereira OSB (1804 - 1814)
- Francisco de São Dâmaso de Abreu Vieira OFM (1815 - 1816)
- Vicente da Soledade Dias de Castro OSB (1820 - 1823)
- Romualdo Antônio de Seixas (1827 - 1860)
- Manoel Joaquim da Silveira (1861 - 1874)
- Joaquim Gonçalves de Azevedo (1876 - 1879)
- Luís Antônio dos Santos (1879 - 1890)
- Antônio de Macedo Costa (1890 - 1891)
- Jerônimo Tomé da Silva (1893 - 1924)
- kard. Augusto Álvaro da Silva (1924 - 1968) kreacja kardynalska w 1953
- kard. Eugênio de Araújo Sales (1968 - 1971) kreacja kardynalska w 1969; następnie mianowany arcybiskupem São Sebastião do Rio de Janeiro
- kard. Avelar Brandão Vilela (1971 - 1986) kreacja kardynalska w 1973
- kard. Lucas Moreira Neves OP (1987 - 1998) kreacja kardynalska w 1988
- kard. Geraldo Majella Agnelo (1999 - 2011) kreacja kardynalska w 2001
- Murilo Krieger SCI (2011 - 2020)
- kard. Sérgio da Rocha (od 2020)